# 埃琳·卡法罗
埃琳·卡法罗（英語：Erin Cafaro，1983年6月9日—），美国女子赛艇运动员。她曾代表美国参加2008年和2012年夏季奥林匹克运动会赛艇比赛，获得二枚金牌，均来自女子八人单桨有舵手项目。